# Pantaix
Pantaix és un grup de rock sorgit al País Valencià a començaments de la dècada dels vuitanta del segle xx.
Els músics Eduard Joanes, Arcadi Baltasar, Vicent Borràs, Josep Maravilla i d'altres, van tocar sota el nom d'aquest grup. Els membres del grup eren de la comarca de la Ribera. Eduard Joanes ha estat el membre més estable del grup i també el promotor de llur creació. Joanes havia gravat el 1982 un ep amb quatre cançons. El grup va aconseguir certa popularitat en determinats ambients de la comarca. Durant els anys vuitanta el grup va intentar entrar als cercles comercialssense gaire èxit.
Les lletres de les cançons es poden qualificar d'intimistes, de costums, de reivindicació política, de reivindicació lingüística, ecologistes i de festa.
Eduard Joanes amb altres músics, sota el nom de Joanes i la Colla de Pantaix, van presentar el CD Revisat, amb la discogràfica Mésdemil, durant 2015, amb el qual van engegar un cicle de concerts.

## Discografia
- Gastronomia Radioactiva (Edició: 20/02/1984)
- Secretament (1986)
- Revisat (2015)